# Ritratto di Benet Soler
Ritratto di Soler è un olio su tela realizzato nel 1903 dal pittore spagnolo Pablo Picasso. L'opera misura cm 100x70.

È conservata al Museo dell'Ermitage di San Pietroburgo.
Il soggetto ritratto è Benet Soler, uno degli amici barcellonesi del pittore.
L'atmosfera della tela è cupa e il protagonista presenta un'espressione assente e malinconica.